# Falkirk
Falkirk (An Eaglais Bhreac en gaélique écossais et Fawkirk en scots) est une ville d'Écosse, capitale administrative du council area du même nom et appartenant à la région de lieutenance de Stirling and Falkirk. De 1975 à 1996, elle était la capitale administrative du district de Falkirk, au sein de la région Central. Sa population était estimée à 35 168 habitants en 2010.
Falkirk fut le théâtre de deux grandes batailles :
- la première bataille de Falkirk du 22 juillet 1298 ;
- la seconde bataille de Falkirk du 17 janvier 1746.

La ville héberge deux clubs professionnels de football : Falkirk FC et East Stirlingshire FC.

## Géographie

### Situation
Falkirk est situé dans les Central Lowlands d'Écosse, à l'est de Glasgow et à l'ouest d'Édimbourg, et à la jonction du canal de Forth et Clyde et du canal de l'Union. Ce positionnement stratégique devait jouer un rôle-clef dans l'expansion économique de la ville, qui devint un bastion de l'industrie lourde britannique au cours de la seconde moitié du XVIIIe siècle. L'implantation des forges Carron Co. en fit un grand centre sidérurgique, avec la fabrication de ces pièces d'artillerie de marine appelées carronades puis, plus tard, des boîtes aux lettres en fonte (pillar boxes) qui couvrirent le Royaume-Uni. Au cours des 50 dernières années, l'industrie lourde a marqué le pas, et l'économie locale dépend essentiellement de la vente au détail et du tourisme ; malgré cela, Falkirk demeure le siège de plusieurs multinationales telles Alexander Dennis, qui est le principal constructeur d'autobus du Royaume-Uni.
Falkirk est aussi une ville associée à l'édition : Johnston Press y a vu le jour en 1846. Quoique le siège social de cette société soit aujourd'hui à Édimbourg, elle continue d'éditer le Falkirk Herald, qui est le premier hebdomadaire d'Écosse.

### Climat
Comme une grande partie de l’Écosse, Falkirk bénéficie d'un climat océanique tempéré, relativement doux malgré sa latitude élevée (identique à celle de Moscou et du Labrador), puisque de jour les températures descendent rarement en dessous de zéro. L'été, les températures sont fraîches, avec un maximum diurne rarement supérieur à 23 °C. La proximité de la mer modère les variations de température et les extrêmes climatiques. Les vents dominants soufflent du sud-ouest : ce sont les vecteurs des masses d'air chaudes, instables du Gulf Stream, promesses de pluies. Les vents d'est sont à la fois plus secs et plus froids. Les pluies sont réparties régulièrement à travers l'année. La ville est parfois touchée par de fortes dépressions atlantiques (les cyclones européens) entre octobre et mars. Le record de chaleur a été atteint en août 2010 avec une température de 31,5 °C.
| Mois                              | jan. | fév. | mars | avril | mai | juin | jui. | août | sep. | oct. | nov. | déc. | année |
| --------------------------------- | ---- | ---- | ---- | ----- | --- | ---- | ---- | ---- | ---- | ---- | ---- | ---- | ----- |
| Température minimale moyenne (°C) | −1   | 1    | 2    | 3     | 6   | 9    | 11   | 11   | 8    | 5    | 3    | −1   | 5     |
| Température maximale moyenne (°C) | 6    | 7    | 9    | 12    | 16  | 17   | 20   | 19   | 17   | 13   | 9    | 7    | 13    |
| Précipitations (mm)               | 100  | 70   | 77   | 56    | 62  |      | 62   | 76   | 77   | 101  | 81   | 107  | 925   |

## Jumelage
- Créteil (France) depuis 1983
- Quimper (France) depuis 1983
- Odenwaldkreis (Allemagne)
- San Rafael (Californie) (États-Unis)

## Naissance
- James Finlayson, acteur, y est né le 27 août 1887. Il est l'un des plus fameux comparses de Laurel et Hardy avec lesquels il a tourné une bonne trentaine de films et courts-métrages entre 1927 et 1940[2] ;
- George Forrest (1873-1932), botaniste et explorateur dans le Yunnan ;
- George Cummings (1913-1987), footballeur international écossais ;
- David Provan (1941-), footballeur international écossais ;
- Gary Gillespie (1960-), footballeur international écossais ;
- Stephen Carter (1964-), homme politique écossais ;
- Aidan John Moffat, né le 10 avril 1973, chanteur et musicien d'Aidan Moffat ;
- Elizabeth Blackadder (1931-2021), artiste écossaise.